# Sok Rithy
Sok Rithy (30 dicembre 1990) è un calciatore cambogiano, di ruolo difensore.